# Silene gaditana
Silene gaditana là loài thực vật có hoa thuộc họ Cẩm chướng. Loài này được Talavera & Bocquet miêu tả khoa học đầu tiên năm 1975.